# Nick Kyrgios
Nicholas Hilmy „Nick“ Kyrgios  (* 27. dubna 1995 Canberra) je australský profesionální tenista řecko-malajsijského původu. Na grandslamu vyhrál mužskou čtyřhru Australian Open 2022 a jako poražený finalista skončil ve dvouhře Wimbledonu 2022.
Ve své dosavadní kariéře vyhrál na okruhu ATP Tour sedm turnajů ve dvouhře, včetně tří z kategorie ATP Tour 500. K nim přidal čtyři deblové trofeje. Na challengerech ATP a okruhu ITF získal pět titulů ve dvouhře a jeden ve čtyřhře.
Na žebříčku ATP byl ve dvouhře nejvýše klasifikován v říjnu 2016 na 13. místě a ve čtyřhře v srpnu 2022 na 18. místě. Na juniorském kombinovaném žebříčku ITF byl nejvýše klasifikován během ledna 2013, kdy mu patřila 1. příčka. V letech 2013–2014 jej trénoval Simon Rea, mezi roky 2014–2015 Joshua Eagle s Toddem Larkhamem a následně Francouz Sébastien Grosjean (2017) či Američan James Cerretani (2018).
Na nejvyšší grandslamové úrovni se v mužské dvouhře nejdále probojoval do finále Wimbledonu 2022, kde nestačil na obhájce titulu Novaka Djokoviće. Ve čtvrtfinále Australian Open 2015 se stal prvním teenagerem od výkonu Federera v sezóně 2001, který postoupil mezi poslední osmičku hráčů na dvou grandslamech.
V australském daviscupovém týmu debutoval v roce 2013 varšavskou baráží o účast ve Světové skupině proti Polsku, v níž s Chrisem Guccionem prohráli čtyřhru s párem Fyrstenberg a Matkowski. V nedělním singlu zdolal Przysieznyho, když soupeř v úvodní sadě skrečoval. Australané se zachránili výhrou 4:1 na zápasy. Do září 2022 v soutěži nastoupil k jedenácti mezistátním utkáním s bilancí 11–5 ve dvouhře a 0–1 ve čtyřhře.
Během kariéry měl opakované problémy se sportovním chováním, za nějž byl penalizován a negativně přijímán. Média či bývalí tenisté včetně Johna McEnroea jej obvinili z urážek, nekonstruktivního diskutování s rozhodčími a úmyslného vypouštění pasáží zápasů. Někteří hráči, například John Lloyd, naopak ocenili jeho jedinečný styl, charakter a talent.

## Soukromý život
Nicholas Hilmy Kyrgios se narodil roku 1995 v australské metropoli Canbeře do rodiny řeckého otce Giorgose (George) Kyrgiose, který je soukromníkem v oblasti malby pokojů a malajsijské matky Norlaily (Nill) Kyrgiosové, počítačové inženýrky. Narodil se jako třetí ze čtyř sourozenců; bratr Christos je profesí právník a sestra Halimah herečka. Do osmi let navštěvoval základní školu Radford College a dvanáctiletou školní docházku ukončil v roce 2012 na canberrské Daramalan College.
Původně začínal s basketbalem, když v žákovských věkových kategoriích reprezentoval výběr Teritoria hlavního města i australské národní družstvo. Tenis hrál paralelně od šesti roků a rozhodnutí věnovat se jemu učinil ve čtrnácti letech. O dva roky později získal plné stipendium na Australském sportovním institutu, kde trénuje od sezóny 2012.
Podle vlastního vyjádření je fanouškem zámořské ligy National Basketball Association a týmu Boston Celtics.
V únoru 2022 přiznal, že v minulosti trpěl depresemi, sebepoškozováním, užíval drogy a přemýšlel o sebevraždě.

## Tenisová kariéra

### 2014: Wimbledonským čtvrtfinále do první stovky žebříčku
Sezónu měl otevřít debutovou účastí na lednovém Brisbane International, když do hlavní soutěže obdržel divokou kartu. Před rozehráním události se však odhlásil pro poranění ramena. Dne 8. ledna 2014 obdržel jako nadějný Australan další divokou kartu na melbournský grandslam Australian Open, na kterém si v úvodním klání poradil s německým hráčem Benjaminem Beckerem po čtyřsetovém průběhu. Ve druhém kole byl však nad jeho síly 27. nasazený Francouz Benoît Paire po pětisetovém dramatu, když ztratil vedení 2:0 na sady.

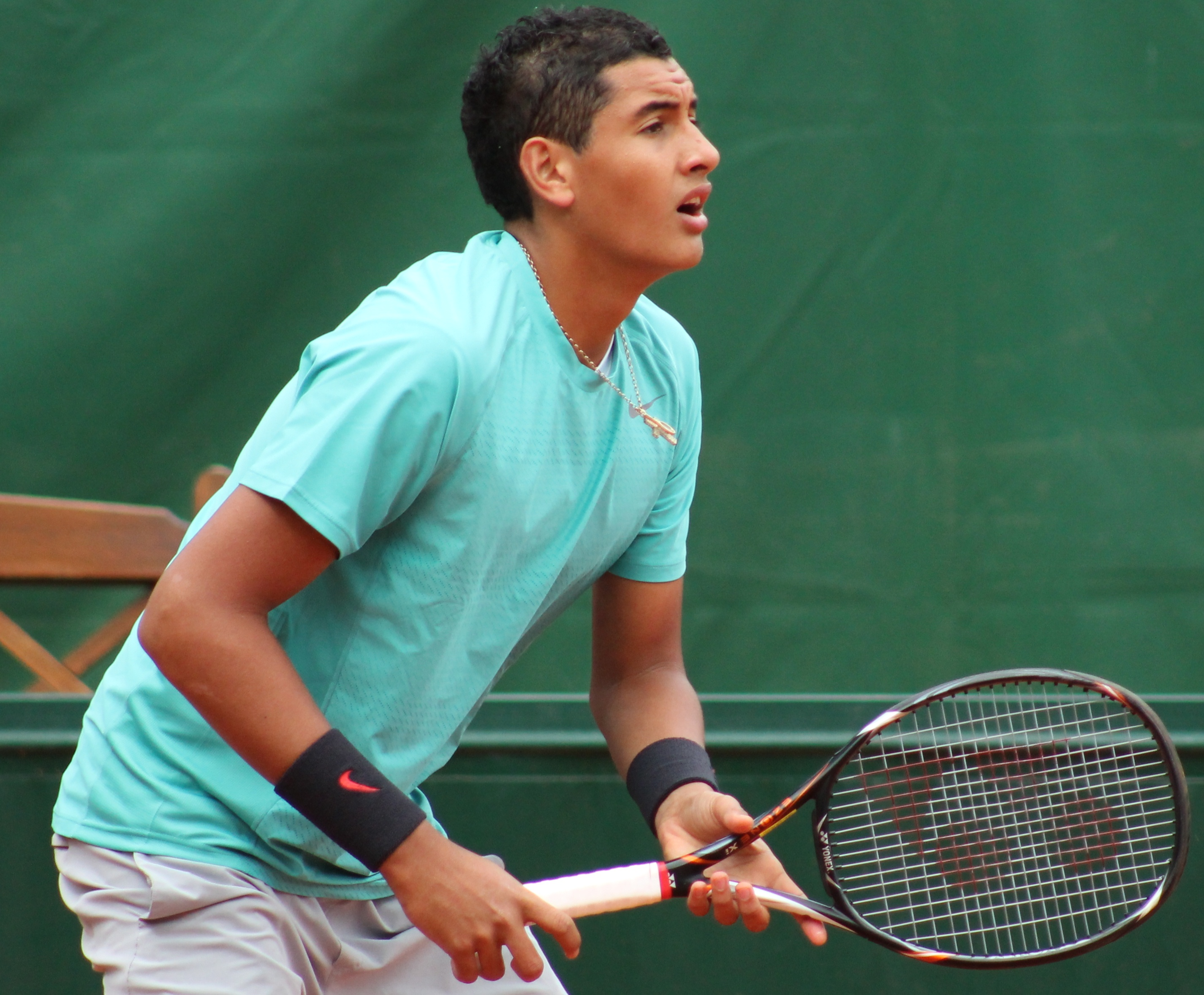
Během 2. kola French Open 2013

Třetí divoká karta roku přišla z U.S. National Indoor Tennis Championships, kde byl v prvním kole nad jeho síly Američan Tim Smyczek ve třech dějstvích. Následně byl nucen pro poranění lokte vzdát účast na událostech okruhu ATP Tour v Delray Beach a mexickém Acapulcu.
Návrat zaznamenal na challengeru Sarasota Open, kde na jeho raketě postupně zůstali Jarmere Jenkins, Rubén Ramírez Hidalgo, Donald Young a Daniel Kosakowski, s nímž otáčel jednosetovou ztrátu. Po finálové výhře nad Filipem Krajinovićem slavil druhý titul na okruhu ATP Challenger Tour. Do finálového duelu opět prošel na navazujícím Savannah Challenger, kde ve vyrovnané bitvě udolal americkou turnajovou dvojku Jacka Socka.
V květnu zavítal na evropský kontinent, kde mu byla udělena divoká karta na antukový French Open. V prvním kole byl však nad jeho síly osmý nasazený Kanaďan Milos Raonic. Čtvrtý kariérní challenger vyhrál na Aegon Nottingham Challenge po finálovém vítězství nad krajanem Samem Grothem díky zvládnutým koncovkám obou sad.
Další divoká karta následovala v červnu na travnatý Wimbledon, kde předvedl nejlepší výkon dosavadní kariéry. Na úvod si poradil s Francouzem Stephanem Robertem, aby poté vyřadil třináctého nasazeného Richarda Gasqueta po zvládnuté koncovce pátého setu v poměru gamů 10–8. V utkání přitom doháněl ztrátu 0:2 na sety a dokázal odvrátil devět mečbolů. Ve třetí fázi přehrál „hvězdu zítřka ATP Tour pro rok 2013“ Jiřího Veselého. V osmifinále se postaral o největší překvapení mužské části turnaje, když vyřadil úřadující světovou jedničku a turnajovou dvojku Rafaela Nadala. Ve čtvrtfinále však podlehl, na grandslamu podruhé v řadě, osmému nasazenému Milosi Raonicovi. Bodový zisk jej ze 144. příčky před turnajem katapultoval poprvé v kariéře do elitní světové stovky žebříčku ATP na 66. pozici.

### Další kariéra

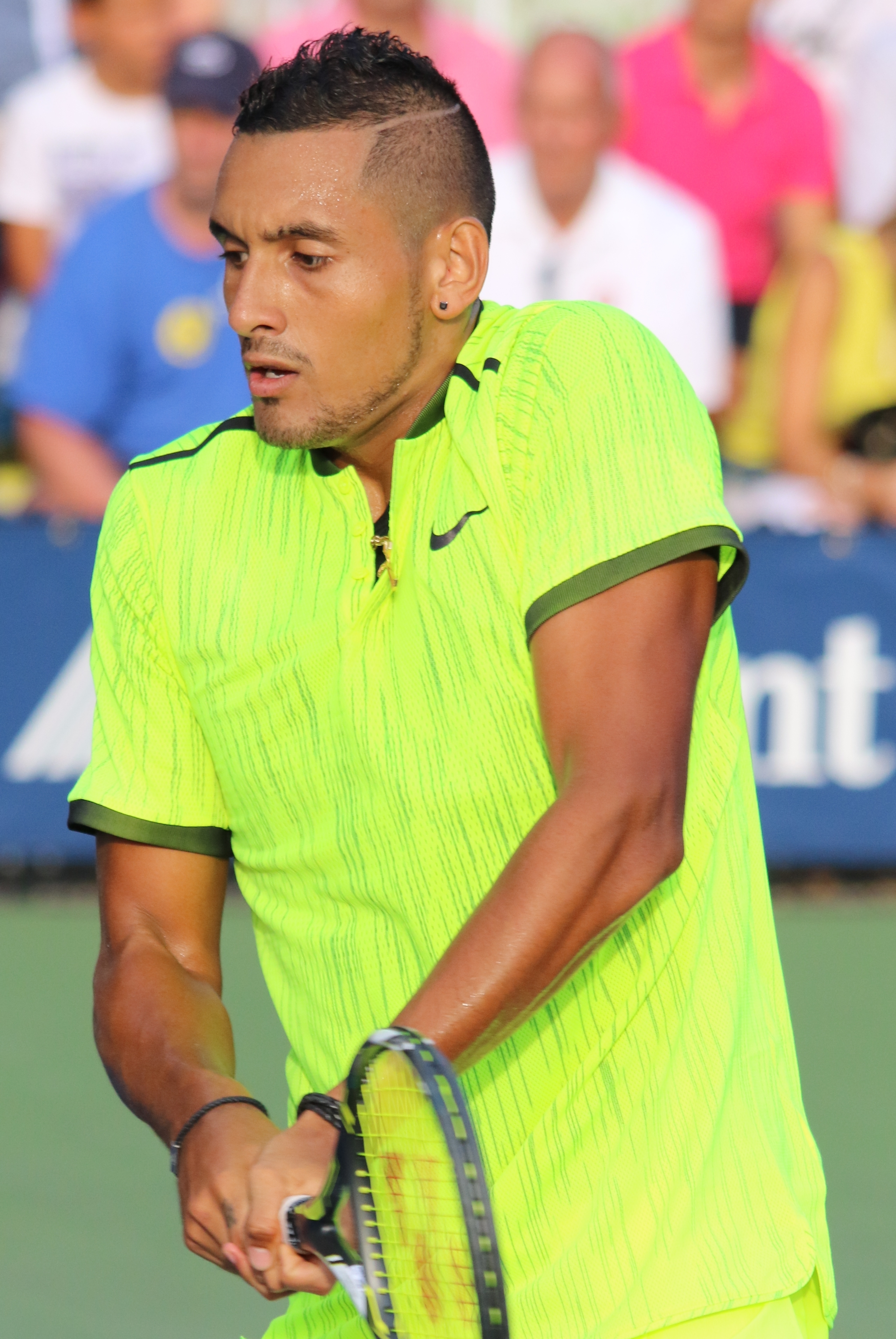
Na US Open 2016 dohrál ve 3. kole

Sezónu 2015 rozehrál na lednovém Sydney International, kde nezvládl úvodní duel proti Poláku Jerzymu Janowiczovi ve třech těsných setech.
Na melbournském Australian Open 2015 prošel do čtvrtfinále, když na jeho raketě postupně zůstali Federico Delbonis v pěti setech, 23. nasazený Ivo Karlović, Tunisan Malek Džazírí a opět po pětisetové bitvě Ital Andreas Seppi. Následně nestačil na skotskou turnajovou šestku Andyho Murrayho. Stal se tak prvním teenagerem ve čtvrtfinále Australian Open od roku 1990, kdy se do této fáze probojoval sovětský hráč Andrej Čerkasov a také prvním Australanem v poslední osmičce od stejného výkonu Lleytona Hewitta v roce 2005. Kyrgios se navíc stal prvním teenagerem, jenž postoupil do dvou čtvrtfinále grandslamových turnajů od sezóny 2001, kdy se takový výsledek podařil Rogeru Federerovi.
Ve 27 letech postoupil do prvního singlového finále na grandslamu, které odehrál ve Wimbledonu 2022. Ve třetím kole porazil řeckou světovou pětku Stefanose Tsitsipase, ve čtvrtfinále pak Chilana Cristiana Garína. Před semifinále s Nadalem odstoupil Španěl z turnaje kvůli trhlině v jednom z břišních svalů. Stal se tak prvním australským mužem v semifinále grandslamu od Lleytona Hewitta na US Open 2005, prvním takovým finalistou od Hewittovy účasti v závěrečném duelu Australian Open 2005, prvním nenasazeným semifinalistou Wimbledonu od Marata Safina a Rainera Schüttlera v roce 2008, prvním nenasazeným finalistou grandslamu od Jo-Wilfrieda Tsongy na Australian Open 2008 a prvním nenasazeným finalistou Wimbledonu od krajana Marka Philippoussise v roce 2003. V boji o titul podlehl srbské světové trojce a trojnásobnému obhájci trofeje Novaku Djokovićovi, přestože získal úvodní sadu. Vzhledem k nepřidělení bodů do žebříčku ze strany ATP po skončení klesl ze 40. místa o pět příček.
Z washingtonského Citi Open 2022 si odvezl double v podobě singlového i deblového titulu. Dvouhru v americké metropoli vyhrál již v roce 2019. Poprvé v kariéře tak získal na jediném turnaji druhý triumf. Na prahu vyřazení se ocitl ve čtvrtfinále, v němž odvrátil pět mečbolů Tiafoeovi. Jako první hráč v historii turnaje přitom prošel soutěží bez ztráty podání, když v 64 servírovacích gamech odvrátil všech deset brejkbolů.

## Finále na Grand Slamu

### Mužská dvouhra: 1 (0–1)
| Stav      | rok  | turnaj    | povrch | soupeř ve finále | výsledek                |
| --------- | ---- | --------- | ------ | ---------------- | ----------------------- |
| Finalista | 2022 | Wimbledon | tráva  | Novak Djoković   | 6–4, 3–6, 4–6, 6–7(3–7) |

### Mužská čtyřhra: 1 (1–0)
| Stav  | rok  | turnaj          | povrch | spoluhráč          | soupeři ve finále         | výsledek |
| ----- | ---- | --------------- | ------ | ------------------ | ------------------------- | -------- |
| Vítěz | 2022 | Australian Open | tvrdý  | Thanasi Kokkinakis | Matthew Ebden Max Purcell | 7–5, 6–4 |

## Finále na okruhu ATP Tour
| Legenda                       |
| D – dvouhra; Č – čtyřhra      |
| Grand Slam (0–1 D, 1–0 Č)     |
| Turnaj mistrů (0)             |
| ATP Tour Masters 1000 (0–1 D) |
| ATP Tour 500 (4–1 D; 1–0 Č)   |
| ATP Tour 250 (3–1 D; 2–0 Č)   |

### Dvouhra: 11 (7–4)
| Stav      | č. | datum             | turnaj                                | povrch    | soupeř ve finále | výsledek                |
| --------- | -- | ----------------- | ------------------------------------- | --------- | ---------------- | ----------------------- |
| Finalista | 1. | 3. května 2015    | Estoril, Portugalsko                  | antuka    | Richard Gasquet  | 3–6, 2–6                |
| Vítěz     | 1. | 21. února 2016    | Marseille, Francie                    | tvrdý (h) | Marin Čilić      | 6–2, 7–6(7–3)           |
| Vítěz     | 2. | 7. srpna 2016     | Atlanta, Spojené státy                | tvrdý     | John Isner       | 7–6(7–3), 7–6(7–4)      |
| Vítěz     | 3. | 9. října 2016     | Tokio, Japonsko                       | tvrdý     | David Goffin     | 4–6, 6–3, 7–5           |
| Finalista | 2. | 20. srpna 2017    | Cincinnati, Spojné státy              | tvrdý     | Grigor Dimitrov  | 3–6, 5–7                |
| Finalista | 3. | 8. října 2017     | Peking, Čína                          | tvrdý     | Rafael Nadal     | 2–6, 1–6                |
| Vítěz     | 4. | 7. ledna 2018     | Brisbane, Austrálie                   | tvrdý     | Ryan Harrison    | 6–4, 6–2                |
| Vítěz     | 5. | 3. března 2019    | Acapulco, Mexiko                      | tvrdý     | Alexander Zverev | 6–3, 6–4                |
| Vítěz     | 6. | 4. srpna 2019     | Washington, D.C., Spojené státy       | tvrdý     | Daniil Medveděv  | 7–6(8–6), 7–6(7–4)      |
| Finalista | 4. | 10. července 2022 | Wimbledon, Londýn, Spojené království | tráva     | Novak Djoković   | 6–4, 3–6, 4–6, 6–7(3–7) |
| Vítěz     | 7. | 7. srpna 2022     | Washington, D.C., Spojené státy (2)   | tvrdý     | Jošihito Nišioka | 6–4, 6–3                |

### Čtyřhra: 4 (4–0)
| Stav  | č. | datum             | turnaj                                | povrch | spoluhráč          | soupeři ve finále             | výsledek         |
| ----- | -- | ----------------- | ------------------------------------- | ------ | ------------------ | ----------------------------- | ---------------- |
| Vítěz | 1. | 26. května 2018   | Lyon, Francie                         | antuka | Jack Sock          | Roman Jebavý Matwé Middelkoop | 7–5, 2–6, [11–9] |
| Vítěz | 2. | 29. ledna 2022    | Australian Open, Melbourne, Austrálie | tvrdý  | Thanasi Kokkinakis | Matthew Ebden Max Purcell     | 7–5, 6–4         |
| Vítěz | 3. | 31. července 2022 | Atlanta, Spojené státy                | tvrdý  | Thanasi Kokkinakis | Jason Kubler John Peers       | 7–6(7–4), 7–5    |
| Vítěz | 4. | 7. srpna 2022     | Washington, D.C., Spojené státy       | tvrdý  | Jack Sock          | Ivan Dodig Austin Krajicek    | 7–5, 6–4         |

## Finále na challengerech ATP a okruhu Futures
| Legenda                    |
| -------------------------- |
| Challengery (4–0 D; 0–1 Č) |
| Futures (1–1 D; 1–0 Č)     |

### Dvouhra: 6 (5–1)
| Stav      | Č. | Datum           | Turnaj                         | Povrch | Soupeř ve finále | Výsledek           |
| --------- | -- | --------------- | ------------------------------ | ------ | ---------------- | ------------------ |
| Vítěz     | 1. | 3. března 2013  | Sydney, Austrálie              | tvrdý  | Matt Reid        | 6–3, 6–2           |
| Finalista | 2. | 15. dubna 2013  | Čcheng-tu, ČLR                 | tvrdý  | Wu Ti            | 3–6, 3–6           |
| Vítěz     | 3. | 22. dubna 2013  | Jü-si, ČLR                     | tvrdý  | Boy Westerhof    | 7–5, 6–1           |
| Vítěz     | 4. | 20. dubna 2014  | Sarasota, Spojené státy        | antuka | Filip Krajinović | 7–6(12–10), 6–4    |
| Vítěz     | 5. | 27. dubna 2014  | Savannah, Spojené státy        | antuka | Jack Sock        | 2–6, 7–6(7–4), 6–4 |
| Vítěz     | 6. | 14. června 2014 | Nottingham, Spojené království | tráva  | Samuel Groth     | 7-6(7–3), 7–6(9–7) |

### Čtyřhra: 2 (1–1)
| Stav      | Č. | Datum          | Turnaj               | Povrch | Spoluhráč | Soupeři ve finále           | Výsledek         |
| --------- | -- | -------------- | -------------------- | ------ | --------- | --------------------------- | ---------------- |
| Vítěz     | 1. | 17. února 2012 | Melbourne, Austrálie | tvrdý  | Alex Bolt | Ryan Agar Sebastian Bader   | 7–6(8–6), 6–4    |
| Finalista | 1. | 3. března 2012 | Sydney, Austrálie    | tvrdý  | Alex Bolt | Brydan Klein Dane Propoggia | 4–6, 6–4, [9–11] |

## Finále soutěží družstev: 1 (1–0)
| Stav  | Č. | Datum         | Soutěž                      | Povrch    | Spoluhráčka       | Soupeři                               | Výsledek |
| ----- | -- | ------------- | --------------------------- | --------- | ----------------- | ------------------------------------- | -------- |
| Vítěz | 1. | 9. ledna 2016 | Hopman Cup Perth, Austrálie | tvrdý (h) | Darja Gavrilovová | Elina Svitolinová Alexandr Dolgopolov | 2–0      |

## Finále na juniorském Grand Slamu

### Dvouhra: 1 (1–0)
| Stav  | Rok  | Turnaj          | Povrch | Soupeř ve finále   | Výsledek      |
| ----- | ---- | --------------- | ------ | ------------------ | ------------- |
| Vítěz | 2013 | Australian Open | tvrdý  | Thanasi Kokkinakis | 7–6(7–4), 6–3 |

### Čtyřhra: 4 (3–1)
| Stav      | Rok  | Turnaj      | Povrch | Spoluhráč          | Soupeř ve finále                     | Výsledek       |
| --------- | ---- | ----------- | ------ | ------------------ | ------------------------------------ | -------------- |
| Vítěz     | 2012 | French Open | antuka | Andrew Harris      | Adam Pavlásek Václav Šafránek        | 6–4, 2–6, 10–7 |
| Vítěz     | 2012 | Wimbledon   | tráva  | Andrew Harris      | Matteo Donati Pietro Licciardi       | 6–2, 6–4       |
| Finalista | 2012 | US Open     | tvrdý  | Jordan Thompson    | Kyle Edmund Frederico Ferreira Silva | 7–5, 4–6, 6–10 |
| Vítěz     | 2013 | Wimbledon   | tráva  | Thanasi Kokkinakis | Enzo Couacaud Stefano Napolitano     | 6–2, 6–3       |